# 兼子舜
兼子 舜（かねこ しゅん、1989年9月13日 - ）は、日本の元俳優。東京都出身。スターダストプロモーションに所属していたが、2010年9月の21歳の誕生日前後に事務所紹介ページ及び公式ブログが削除された。

## 出演

### テレビドラマ
- 恋する日曜日 第3シリーズ 第25話（2007年6月23日、BS-i） - 山田 役
- 愛の劇場 愛のうた!（2007年、TBS） - 桜井慶太 役
- ドラマ30 ナツコイ（2008年、TBS） - 佐々木和真 役
- 執事喫茶にお帰りなさいませ（2009年、毎日放送） - 繭乃 役
- ひるドラ おちゃべり 第9話（2009年3月12日、TBS） - 信本和磨 役
- ドラマ24 怨み屋本舗 REBOOT 第7・8話（2009年8月21日・28日、テレビ東京） - 峰島達裕 役
- ノイタミナ もやしもん 第2話（2010年7月15日、フジテレビ） - 農大生 役
- パナソニック ドラマシアター ハンチョウ〜神南署安積班〜3 第4話（2010年7月26日、TBS） - 藤岡裕二 役

### 映画
- ワナワナ。（2006年） - 小島智明 役
- 日本映画学校第19回卒業制作『父を追う』（2006年） - 主演
- 幸福な食卓（2007年） - 関根潤 役
- 涙でいっぱいになったペットボトル〜カンペの手紙〜（2007年）
- ちーちゃんは悠久の向こう（2008年） - 横田 役
- 奈緒子（2008年） - 上原高次 役
- 同窓会（2008年） - 南克之（少年時代） 役
- 僕らの方程式（2008年） - 長谷川ユウキ 役
- あいのこころ（2008年） - 山下三四郎 役
- 東京芸術大学大学院映像研究科第4期生修了作品『海への扉』（2010年） - 主演・ケン 役

### 舞台
- c-block/DHE@stageプロデュース演劇集団アーバンフォレスト公演『真夜中の取調室』（2010年6月4日-13日） 
出演予定であったが、公演前の5月28日に舞台公式ブログにて体調不良による降板が発表された。

### ラジオドラマ
- 瞳は君ゆえに（2007年8月13日 - 16日、ニッポン放送）

### 広告
- リクルート「卒業おめでとう広告」

### プロモーションビデオ
- スネオヘアー「headphone music」（2006年）
- GReeeeN「旅立ち」（2008年）
- 黒瀬真奈美「オモイデ星」（2008年）
- ステレオポニー「はんぶんこ」（2010年）

### Web
- 清く恋しく、美しく（2007年7月、Yahoo! 動画） - 中村樹 役